# Entropia molar estàndard
En química, l'entropia molar estàndard és el contingut d'entropia d'un mol de substància, sota condicions estàndard (no estàndard de pressió i temperatura).
L'entropia molar estàndard en general es representa pel símbol S°, i com a unitats els joules per mol kelvin (J mol−1 K−1). A diferència de les entalpies estàndard de formació, el valor de S° és un absolut. Dit d'altra manera, un element en el seu estat estàndard té un valor diferent de zero de S° a temperatura ambient. L'entropia d'una estructura cristal·lina pura pot ser 0 mol−1 K−1 només a 0 K, d'acord amb la tercera llei de la termodinàmica. Tanmateix, això pressuposa que el material forma un 'cristall perfecte' sense cap congelació en l'entropia (defectes, dislocacions), cosa que mai no és del tot certa, perquè els cristalls sempre creixen a una temperatura finita. Aquesta entropia residual és sovint bastant insignificant.